# Paula Delpuig i Gelabert
Paula Delpuig i Gelabert o, en religió, Paula de Sant Lluís (Malgrat de Mar, Maresme, 3 de febrer de 1811 - Vic, Osona, 23 de febrer de 1889) fou una germana de les Carmelites de la Caritat o Vedrunes, segona superiora de la congregació. Ha estat proclamada venerable per l'Església Catòlica.

## Biografia
Nascuda a Malgrat de Mar, filla de Joan Delpuig i Madrona Gelabert, en 1811. De petita va demostrar molta religiositat, amb una particular devoció envers l'Infant Jesús. Als dotze anys va fer vot privat de castedat i decidí de fer vida religiosa en el futur. En 1829 la família es traslladà a Barcelona. Hi conegué Joaquima de Vedruna, que feia poc que havia fundat la congregació de Germanes Carmelites de la Caritat, i decidí d'ingressar-hi, cosa que feu en 15 de gener de 1830 al Noviciat de Vic. S'ocupà de tasques diverses, com l'atenció a l'hospital i destacà pel seu zel i caritat. El 8 de febrer de 1844 va fer els vots perpetus a la congregació.
Quan, al final de 1852 la mare Joaquima es traslladà definitivament a la Casa de Caritat de Barcelona, el bisbe de Vic nomenà Paula Delpuig vicesuperiora general de la congregació amb plens poders, decisió que provocà desconcert i malestar en les germanes, que veien en la mare Veneranda Font la successora natural de la fundadora. La mateixa Joaquima de Vedruna, en una reunió de superiores a Barcelona en recomanà l'acceptació.
Paula Delpuig succeí Joaquima de Vedruna com a superiora general i continuà amb l'expansió de l'institut, fundant-ne noves cases i consolidant-lo. Va fundar la primera comunitat fora de Catalunya, en 1855 a Madrid i, des de llavors, en altres llocs d'Espanya. En 1859 passaren a l'Àfrica i en 1866 ja hi havia 550 germanes en seixanta col·legis que, vint anys més tard eren 125 amb 1.056 germanes. També en el període del seu mandat s'aprovà la congregació, provisionalment i definitiva per la Santa Seu, i pel govern estatal.
Tingué cura de recollir i preservar els records de la fundadora amb vista a un futur i previsible procés de canonització.
Va morir a Vic el 1889.

## Veneració
El seu procés de beatificació fou incoat pel bisbe de Vic el 1930. El decret de promulgació de les virtuts heroiques de la germana Delpuig data del 10 de maig de 1973, i en continua obert el procés.